# Suhoi Su-57
Suhoi Su-57 (sau PAK-FA) este un avion de luptă de generația a patra dezvoltat de către Rusia. PAK FA provine de la formațiunea Perspectivnîi Aviațîonîii Complecs Frontovoi Aviațîi (Перспективный авиационный комплекс фронтовой авиации în rusă) care înseamnă Sistem Aviatic de Perspectivă pentru Aviația Tactică. Suhoi Su-57 va înlocui MiG-29 Fulcrum și Su-27 Flanker în forțele aeriene ruse. Zborul inaugural a avut loc în data de 29 ianuarie 2010 iar până la mijlocul lunii noiembrie făcuse deja 40 de zboruri. Cel de-al doilea exemplar T-50 a zburat prima oară în martie 2011.
Aeronava va intra în producția de masă în 2017.
În dezvoltarea avionului participă și India (versiunea indiană Suhoi/HAL FGFA fiind adaptată necesităților țării). 

## Descriere
Deoarece avionul se află încă în faza de dezvoltare, caracteristicile de mai jos sunt estimative: 

### Caracteristici:
- Echipaj: 1
- Lungime: 19,8 m
- Anvergură: 14 m
- Înălțime: 6,05 m
- Suprafața aripilor: 78,8 m2
- Greutate gol: 18.500 kg
- Greutate cu încărcătură: 28.800 kg
- Încărcătură de luptă: 7.500 kg
- Greutatea maximă la decolare: 37.000 kg
- Motoare: prototipurile folosesc 2 turbofane Saturn-Lyulka AL-41F1 cu puterea de 147 kN fiecare, varianta de serie va fi echipată cu o variantă îmbunătățită a motorului Al-41F1, cu o putere de 176 kN fiecare cu postcombustia pornită și 107 kN fiecare fără postcombustie
- Capacitate combustibil: 10.300 kg

### Variante:
- T-50: variantă prototip.
- Suhoi PAK FA: variantă de serie a avionului dezvoltată de Federația Rusă.
- Suhoi HAL FGFA: variantă dezvoltată în comun cu India.

### Performanțe:
- Viteză maximă: peste 2 mach (2.100-2.600 km/h) la altitudinea de 17.000 m
- Viteză de croazieră: 1.300-1.800 km/h
- Rază medie de acțiune: 5.500 km
- Plafon de zbor: 20.000 m
- Viteză ascensională: 350 m/s
- Încărcarea aripii: 330–470 kg/m2
- Raport putere/greutate: 1,10
- Forță g maximă suportată: peste 9g

### Armament:
- Tunuri: prototipul T-50 nu este dotat cu tunuri. Varianta de serie va fi probabil echipată cu unul la două tunuri, cel mai probabil tunul GSh-301, calibru 30 mm.
- Grinzi de acroșare: 6 grinzi de acroșare interne și până la 6 grinzi de acroșare externe: 
  - două compartimente interne situate longitudinal în fuzelaj ce pot fi încărcate cu 4 rachete aer-aer RVV-BD (un derivat al rachetelor R-37 - câte 2 în fiecare)
  - două compartimente interne de mici dimensiuni, încastrate în aripi pentru 2 rachete aer-aer RVV-SD
  - până la 6 grinzi de acroșare externe, pentru diferite tipuri de rachete și bombe, inclusiv racheta anti-navă de ultimă generație X-38

### Avionică:
- Sistemul electronic integrat multifuncțional Sh121 (MIRES) ce cuprinde:
  - radarul N036 construit de Tihomirov NIIP:
    - sistemul principal în banda X îl reprezintă radarul cu baleiaj electronic N036-1-01 având module de tip 1522 T / R
    - 2 radare cu baleiaj electronic de mai mici dimensiuni în banda X de tip N036B-1-01 având module de tip 358 T / R, orientate către lateral pentru creșterea acoperirii unghiulare
    - 2 radare în banda L de tip N036L-1-01 cu rol de identificare amic-inamic (IFF)

  - sistemul de bruiaj electronic L402 construit de institutul KNIRTI
- Sistemul integrat electro-optic 101KS ce cuprinde:
  - sistemul 101KS-O: contramăsuri laser împotriva rachetelor cu ghidare în infraroșu
  - sistemul 101KS-V: pentru detecție și urmărire în infraroșu a țintelor aeriene
  - sistemul 101KS-U: conține senzori de avertizare pentru unde ultraviolete
  - sistemul de ochire/ghidare 101KS-N

### Citații
1. ↑  "Russia to test fifth-generation fighter in 2009." RIA Novosti via rian.ru, 6 December 2007.
2. ↑  Russia tests 2nd prototype of fifth-generation fighter | Defense | RIA Novosti
3. ↑  "Second PAK FA prototype to fly in 2011: UAC." Brahmand, 21 December 2010.
4. ↑  ОАО "Компания "Сухой" - Новости - Новости компании (in Russian)." Arhivat în 21 februarie 2010, la Wayback Machine. sukhoi.org. Retrieved: 26 January 2011.
5. ↑  "Pictures: Indian officials get up close to new-look PAK FA fighter." flightglobal.com. Retrieved: 26 January 2011.
6. ↑  "Defense: Second prototype fifth-generation fighter to fly before yearend." RIA Novosti. Retrieved: 26 January 2011.
7. ↑  International, Sputnik (20150528T1341+0000), Russia to Buy as Many T-50 PAK-FA Fighters as Manufacturers Can Produce (în engleză), Sputnik International Verificați datele pentru: |date= (ajutor)